# Municipio de Roscommon
El municipio de Roscommon (en inglés: Roscommon Township) es un municipio ubicado en el condado de Roscommon en el estado estadounidense de Míchigan. En el año 2010 tenía una población de 4411 habitantes y una densidad poblacional de 15,72 personas por km².

## Geografía
El municipio de Roscommon se encuentra ubicado en las coordenadas 44°13′38″N 84°44′57″O / 44.22722, -84.74917. Según la Oficina del Censo de los Estados Unidos, el municipio tiene una superficie total de 280.54 km², de la cual 267.6 km² corresponden a tierra firme y (4.61%) 12.94 km² es agua.

## Demografía
Según el censo de 2010, había 4411 personas residiendo en el municipio de Roscommon. La densidad de población era de 15,72 hab./km². De los 4411 habitantes, el municipio de Roscommon estaba compuesto por el 97.87% blancos, el 0.14% eran afroamericanos, el 0.66% eran amerindios, el 0.16% eran asiáticos, el 0.02% eran isleños del Pacífico, el 0.11% eran de otras razas y el 1.04% pertenecían a dos o más razas. Del total de la población el 1.11% eran hispanos o latinos de cualquier raza.